# Anton Sergejewitsch Poleschtschuk
Anton Sergejewitsch Poleschtschuk (russisch Антон Сергеевич Полещук; * 21. Februar 1987 in Surgut, Russische SFSR) ist ein russischer Eishockeyspieler.

## Karriere

### National
Anton Poleschtschuk begann seine Karriere als Eishockeyspieler beim HK Metallurg Magnitogorsk, für dessen zweite Mannschaft er von 2003 bis 2006 in der drittklassigen Perwaja Liga aktiv war. Parallel gab der Verteidiger in der Saison 2005/06 sein Debüt im professionellen Eishockey für den HK MWD Twer sowie Molot-Prikamje Perm aus der russischen Superliga. In der Saison 2006/07 rückte er in den Profikader des HK Metallurg Magnitogorsk auf und gewann mit der Mannschaft am Ende der Spielzeit den russischen Meistertitel. Im Anschluss an diesen Erfolg wechselte der ehemalige Junioren-Nationalspieler zu Chimik Woskressensk aus der Wysschaja Liga, der zweiten russischen Spielklasse. Mit Chimik nahm er in der Saison 2008/09 am Spielbetrieb der neu gegründeten Kontinentalen Hockey-Liga teil. Für Chimik bestritt er 34 Spiele in der KHL, in denen er ein Tor und drei Vorlagen erzielte. Nach dem Konkurs der Mannschaft schloss er sich für die Saison 2009/10 dem Zweitligisten Gasowik Tjumen an.
Von 2010 bis 2012 spielte Poleschtschuk für Toros Neftekamsk in der neuen zweiten russischen Spielklasse, der Wysschaja Hockey-Liga. Mit Toros gewann er in der Saison 2011/12 den Bratina-Pokal. Zur Saison 2012/13 wurde Poleschtschuk vom Ligarivalen Juschny Ural Orsk verpflichtet und war gleichzeitig für Metallurg Magnitogorsk spielberechtigt. Ende November 2012 wurde er dann von Amur Chabarowsk unter Vertrag genommen, ehe er während des Expansion Draft am 17. Juni 2013 von Admiral Wladiwostok ausgewählt wurde.
Im November 2013 wurde er gegen Dmitri Sergejewitsch Worobjow vom HK Awangard Omsk eingetauscht.

### International
Für Russland nahm Poleschtschuk an der U18-Junioren-Weltmeisterschaft 2005 teil. Im Turnierverlauf bestritt er sechs Spiele, in denen er punktlos blieb.

## Erfolge und Auszeichnungen
- 2007 Russischer Meister mit dem HK Metallurg Magnitogorsk
- 2012 Bratina-Pokal-Gewinn mit Toros Neftekamsk
- 2014 Nadeschda-Pokal-Sieger mit dem HK Awangard Omsk

## KHL-Statistik
(Stand: Ende der Saison 2013/14)